# Anna Tieriechowa
Anna Sawowna Tieriechowa (ros. Анна Савовна Терехова) - (ur. 13 sierpnia 1970 w Moskwie) – rosyjska aktorka filmowa i teatralna. 

## Życiorys
Córka aktorki Margarity Tieriechowej i bułgarskiego aktora Sawy Haszimowa. Początkowo Anna nosiła nazwisko ojca, ale kiedy opuścił rodzinę i powrócił do Bułgarii przyjęła nazwisko matki. Annę wychowywała babka, także aktorka - Galina Tomaszewicz. Anna zadebiutowała na scenie rolą w przedstawieniu Romana Wiktiuka - Dziewczyno, gdzie ty żyjesz (Девочка, где ты живешь?, 1977). Mając 17 lat poznała aktora, Walerija Borowskiego. Z tego związku przyszedł na świat syn, Michaił, ale para po 4 latach rozstała się.
Po ukończeniu szkoły średniej zdała egzamin do moskiewskiej szkoły aktorskiej GITIS. Jej kolejny partner życiowy, Nikołaj Dobrynin wprowadził Annę do "Niezależnej trupy teatralnej" Ałły Sigałowej. Tam zwróciła na siebie uwagę krytyków rolą Desdemony w Otellu. Po studiach na zaproszenie Siergieja Prochanowa rozpoczęła występy w Teatrze Łuna. Rola Nicole w adaptacji scenicznej dzieła Fitzgeralda - Czuła jest noc stała się przełomem w jej dorobku scenicznym. Tieriechowa przyłączyła się do zespołu "Monolog XXI wieku", zdobywając z nim nagrody na przeglądach teatralnych.
W filmie zadebiutowała w 1993 w melodramacie Rosyjski ragtime, ale pierwszym sukcesem stała się dopiero rola prostytutki Nataszy w filmie Wszystko, o czym tak długo marzyliśmy.

## Filmografia
- 1993: Rosyjski ragtime jako Rena
- 1996: Królowie rosyjskiej policji kryminalnej
- 1997: Mała księżniczka jako Miss Amelia
- 1997: Wszystko, o czym tak długo marzyliśmy jako prostytutka Natasza
- 2003: Uderzenie Lotos3: Zagadka Sfinksa
- 2004: Kawalerowie morskiej gwiazdy (serial)
- 2004: Nadzieja umiera ostatnia jako Alisa
- 2005: Czajka jako Nina Zariecznaja
- 2008: Tajemnice pałacowych przewrotów. Rosja XVIII w. jako Regina
- 2010: Cwety od Lizy jako Anna Ness